# Japanese School Children
Japanese School Children byl britský němý film z roku 1904. Film byl dlouhý zhruba 30 metrů. Ve Spojených státech byl uveden v červenci 1904. V současnosti je film považován za ztracený.

## Děj
Film zachycoval japonské děti, jak předvadí jednoduchý a synchronizovaný tanec.